# 石田智
石田 智（いしだ さとる、1928年12月5日 - 2004年4月3日）は、昭和30年代後半に一世を風靡した「ダニー飯田とパラダイスキング」の初期メンバーで、ベーシストとして活躍した。グループ内では九重佑三子の教育係を務めた。群馬県出身。

## 略歴
- 1957年にダニー飯田とパラダイスキングに加入
- 当時弾き手がほとんどいなかった、エレキベーシストとしての手腕は日本一ともいわれた
- 1960年代の日本音楽界を牽引
- 当時まだ無名だった坂本九・九重佑三子を起用。スターに育てた。
- 当時パラダイスキングで唯一眼鏡をかけており、彼の印象を付けていた。
- 2004年4月3日午前10時3分に肺癌のため76歳で死亡。